# Louison Bobet
Louison Bobet (Saint Méen le Grand, Ille y Vilaine, Francia, 12 de marzo de 1925-Biarritz, 13 de marzo de 1983) fue un ciclista francés, primer corredor en ganar el Tour de Francia en tres ediciones consecutivas, prueba en la que obtuvo un total de 12 victorias de etapa. En el Giro de Italia logró asimismo un total de 2 victorias de etapa.
También fue un extraordinario clasicómano como muestra que fuera capaz de ganar en cuatro de los cinco "monumentos del ciclismo" y el campeonato del Mundo.
Conocido con el apodo de El panadero de Saint-Méen, debido al oficio que ejerció en su ciudad natal antes de dedicarse al ciclismo. Su hermano Jean también fue ciclista profesional.

## Biografía

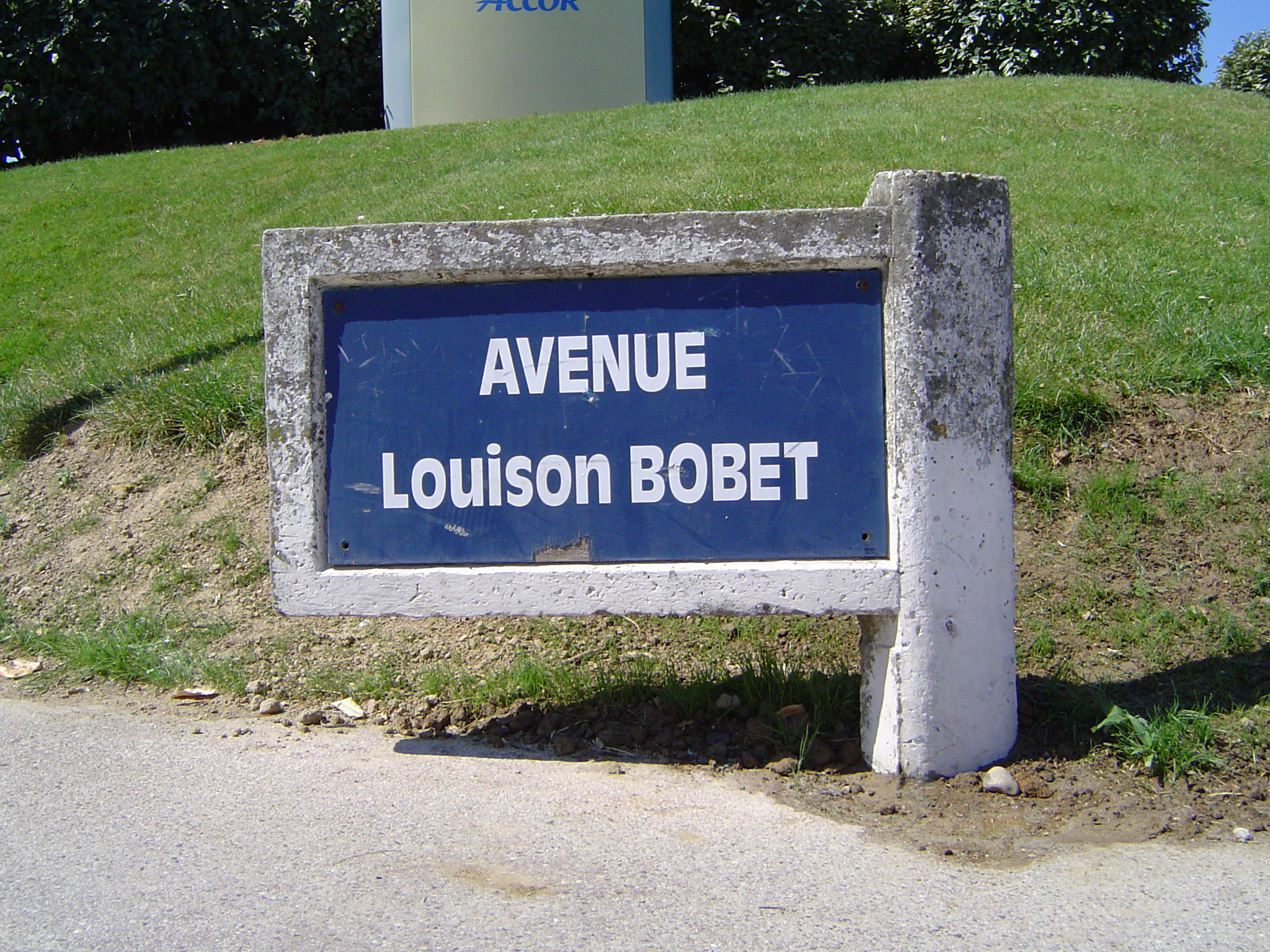
Carretera que lleva el nombre del gran ciclista

Louis Bobet, uno de los tres hijos de la familia, nació en la vivienda situada sobre la panadería de su padre, en la rue de Montfort, en Saint-Méen-le-Grand, cerca de Rennes. Su padre le regaló una bicicleta cuando tenía dos años y a los seis meses ya podía recorrer 6 km. El padre de Bobet también se llamaba Louis, por lo que el hijo recibió el apelativo cariñoso de Louison, el pequeño Louis, para evitar confusiones (la terminación -on es un diminutivo en francés). Fue conocido como Louis en sus primeros años como ciclista, incluso como profesional, hasta que el diminutivo Louison ganó popularidad.
Su hermana jugaba al tenis de mesa y su hermano Jean al fútbol, aunque también se convertiría en ciclista profesional. Louison practicó tanto el tenis de mesa como el fútbol y se convirtió en campeón de Bretaña en tenis de mesa. Fue su tío, Raymond, quien era presidente de un club ciclista en París, quien lo persuadió para que se concentrara en el ciclismo.
La primera carrera de Bobet fue un evento de 30 km cuando tenía 13 años. Quedó segundo en un esprint final. Comenzó a disputar carreras locales, y en 1941 ganó cuatro pruebas para ciclistas sin licencia. Se clasificó para la final del campeonato juvenil no oficial, el Premier Pas Dunlop en 1943 en Montluçon, donde quedó sexto. El ganador fue Raphaël Géminiani, quien se convertiría en compañero de equipo profesional y rival.
Se dice que Bobet llevó mensajes para la Resistancia durante la Segunda Guerra Mundial. Después del desembarco de Normandía, se unió al ejército y sirvió en el este de Francia. Fue desmovilizado en diciembre de 1945.
Tras una exitosa trayectoria profesional, durante la que se adjudicó tres ediciones del Tour de Francia (1953, 1954 y 1955), la carrera de Bobet terminó efectivamente cuando el automóvil que lo transportaba a él y a su hermano Jean se estrelló en las afueras de París en el otoño de 1960.
Louison Bobet tuvo una sucesión de negocios después de que dejó de correr, incluida una tienda de ropa, pero se hizo conocido por invertir y desarrollar el tratamiento de salud del agua de mar de talasoterapia. Lo había usado cuando se recuperaba de su accidente automovilístico. Abrió el centro Louison Bobet junto al mar en Port du Crouesty en Quiberon. El centro de Quiberon fue adquirido por Accor en 1984 y se convirtió en el buque insignia de su marca Thalassa Sea & Spa. Sin embargo, enfermó y murió de cáncer al día siguiente de cumplir 58 años. Se había especulado sobre el cáncer durante la operación de unos forúnculos. Bobet está enterrado en el cementerio de Saint-Méen-le-Grand, y hay un museo en su memoria en la ciudad, idea del jefe de correos del pueblo, Raymond Quérat.

## Palmarés
| 1947 - Boucles de Seine Saint-Denis 1948 - 2 etapas del Tour de Francia 1949 - Boucles de l'Aulne - Critérium de As 1950 - 1 etapa del Tour de Francia, más clasificación de la montaña - Campeonato de Francia en Ruta - Gran Premio de l'Écho d'Alger - Critérium de As 1951 - 1 etapa del Tour de Francia - 1 etapa del Giro de Italia, más Clasificación de la montaña - Challenge Desgrange-Colombo - 2 etapas en la París-Niza - Campeonato de Francia en Ruta - Milán-San Remo - Giro de Lombardía - Critérium Internacional 1952 - Gran Premio de las Naciones - Critérium Internacional - París-Niza, más cuatro etapas - Gran Premio de Cannes 1953 - Tour de Francia , más 2 etapas - 3.º en el Campeonato de Francia en Ruta - Boucles de l'Aulne - Critérium de As - 1 etapa del Tour de Romandía | 1954 - Tour de Francia , más 3 etapas - Campeonato Mundial en Ruta - Critérium de As - Gran Premio de Espéraza 1955 - Tour de Francia , más 3 etapas - Tour de Flandes - Dauphiné Libéré - Tour de Luxemburgo - 2.º en el Campeonato de Francia en Ruta - 1 etapa en la París-Niza 1956 - París-Roubaix - 3.º en el Campeonato de Francia en Ruta 1957 - 1 etapa del Giro de Italia - 2.º en el Campeonato Mundial en Ruta - Génova-Niza 1958 - 2.º en el Campeonato Mundial en Ruta 1959 - Burdeos-París - Roma-Nápoles-Roma 1960 - Roma-Nápoles-Roma 1961 - 1 etapa del Tour de l'Aude |

## Resultados

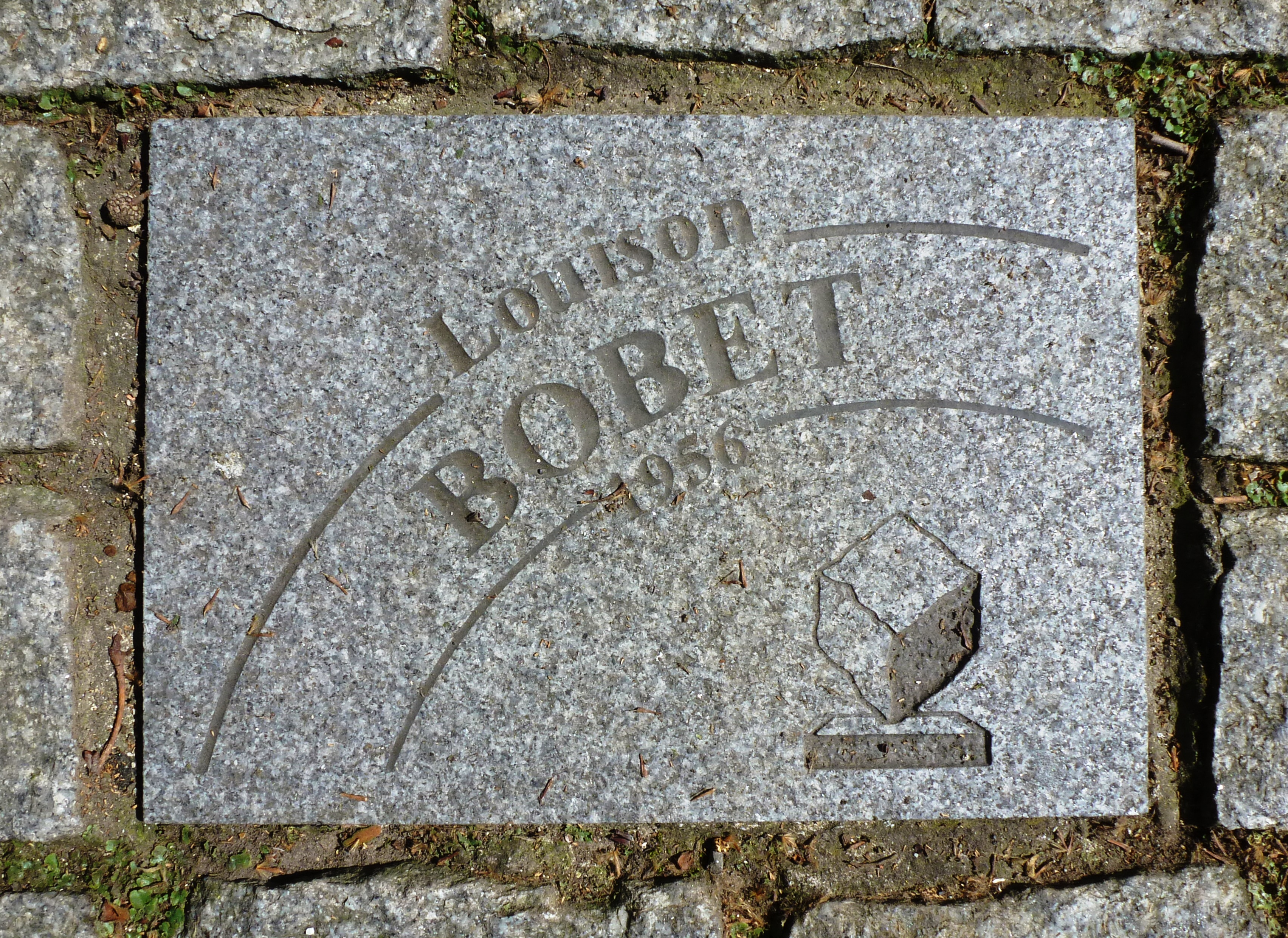
Losa de pavimento dedicada a Louison Bobet por su victoria en la París-Roubaix de 1956.

Durante su carrera deportiva consiguió los siguientes puestos en Grandes Vueltas, vueltas menores y carreras de un día:

### Grandes Vueltas
| Carrera | Carrera         | 1947 | 1948 | 1949 | 1950 | 1951 | 1952 | 1953 | 1954 | 1955 | 1956 | 1957 | 1958 | 1959 | 1960 | 1961 |
| ------- | --------------- | ---- | ---- | ---- | ---- | ---- | ---- | ---- | ---- | ---- | ---- | ---- | ---- | ---- | ---- | ---- |
|         | Giro de Italia  | —    | —    | —    | —    | 7.º  | —    | —    | —    | —    | —    | 2.º  | 4.º  | —    | —    | —    |
|         | Tour de Francia | Ab.  | 4.º  | Ab.  | 3.º  | 20.º | —    | 1.º  | 1.º  | 1.º  | —    | —    | 7.º  | Ab.  | —    | —    |
|         | Vuelta a España | —    | —    | X    | —    | X    | X    | X    | X    | —    | Ab.  | —    | —    | —    | —    | —    |

### Vueltas menores
| Carrera | Carrera                | 1947 | 1948 | 1949 | 1950 | 1951 | 1952 | 1953 | 1954 | 1955 | 1956 | 1957 | 1958 | 1959 | 1960 | 1961 |
| ------- | ---------------------- | ---- | ---- | ---- | ---- | ---- | ---- | ---- | ---- | ---- | ---- | ---- | ---- | ---- | ---- | ---- |
|         | París-Niza             | —    | —    | —    | —    | 7.º  | 1.º  | —    | —    | Ab.  | 5.º  | —    | —    | —    | —    | 11.º |
|         | Tour de Romandía       | —    | —    | —    | —    | —    | —    | 3.º  | —    | —    | —    | —    | —    | —    | —    | —    |
|         | Critérium del Dauphiné | —    | Ab.  | —    | —    | —    | —    | —    | 5.º  | 1.º  | —    | —    | —    | —    | —    | —    |

### Clásicas, Campeonatos y JJ. OO.
| Carrera         | Carrera             | 1947 | 1948 | 1949 | 1950 | 1951 | 1952 | 1953 | 1954 | 1955 | 1956 | 1957 | 1958 | 1959 | 1960 | 1961 |
| --------------- | ------------------- | ---- | ---- | ---- | ---- | ---- | ---- | ---- | ---- | ---- | ---- | ---- | ---- | ---- | ---- | ---- |
|                 | Milan San Remo      | —    | —    | 18.º | 9.º  | 1.º  | DQ.  | 53.º | 13.º | 11.º | —    | 17.º | 10.º | —    | —    | 20.º |
|                 | Tour de Flandes     | —    | —    | —    | —    | —    | 6.º  | 4.º  | 14.º | 1.º  | —    | —    | —    | —    | —    | —    |
|                 | París-Roubaix       | —    | —    | 32.º | 15.º | 2.º  | 7.º  | 4.º  | 38.º | 3.º  | 1.º  | 65.º | 27.º | 21.º | —    | —    |
| Flecha Valona   | Flecha Valona       | —    | —    | 9.º  | —    | 4.º  | 28.º | —    | —    | —    | —    | 28.º | —    | —    | —    | —    |
|                 | Lieja-Bastoña-Lieja | —    | —    | —    | —    | 7.º  | 4.º  | —    | —    | —    | —    | 9.º  | —    | —    | —    | —    |
| París-Tours     | París-Tours         | —    | —    | —    | —    | —    | —    | —    | 2.º  | —    | 3.º  | 2.º  | —    | —    | —    | —    |
|                 | Giro de Lombardía   | —    | 12.º | —    | 33.º | 1.º  | 9.º  | —    | —    | —    | 7.º  | —    | 24.º | 21.º | —    | —    |
| Mundial en Ruta | Mundial en Ruta     | —    | —    | —    | 5.º  | 14.º | 8.º  | 8.º  | 1.º  | Ab.  | 8.º  | 2.º  | 2.º  | —    | —    | Ab.  |
| Francia en Ruta | Francia en Ruta     | —    | —    | —    | 1.º  | 1.º  | —    | 3.º  | —    | 2.º  | 3.º  | —    | —    | —    | —    | —    |

 —: No participa

Ab.: Abandona

X: Ediciones no celebradas

DQ: Descalificado 

## Reconocimientos
- Fue designado como uno de los ciclistas más destacados de la historia al ser elegido en el año 2002 para formar parte de la Sesión Inaugural del Salón de la Fama de la UCI.[11]